# Sindhukot
Sindhukot (en népalais : सिन्धुकोट) est un comité de développement villageois du Népal situé dans le district de Sindhulpalchok. Au recensement de 2011, il comptait 3 125 habitants.